# Valkenburg aan de Geul
Valkenburg aan de Geul (phát âmⓘ) là một đô thị ở đông nam Hà Lan.

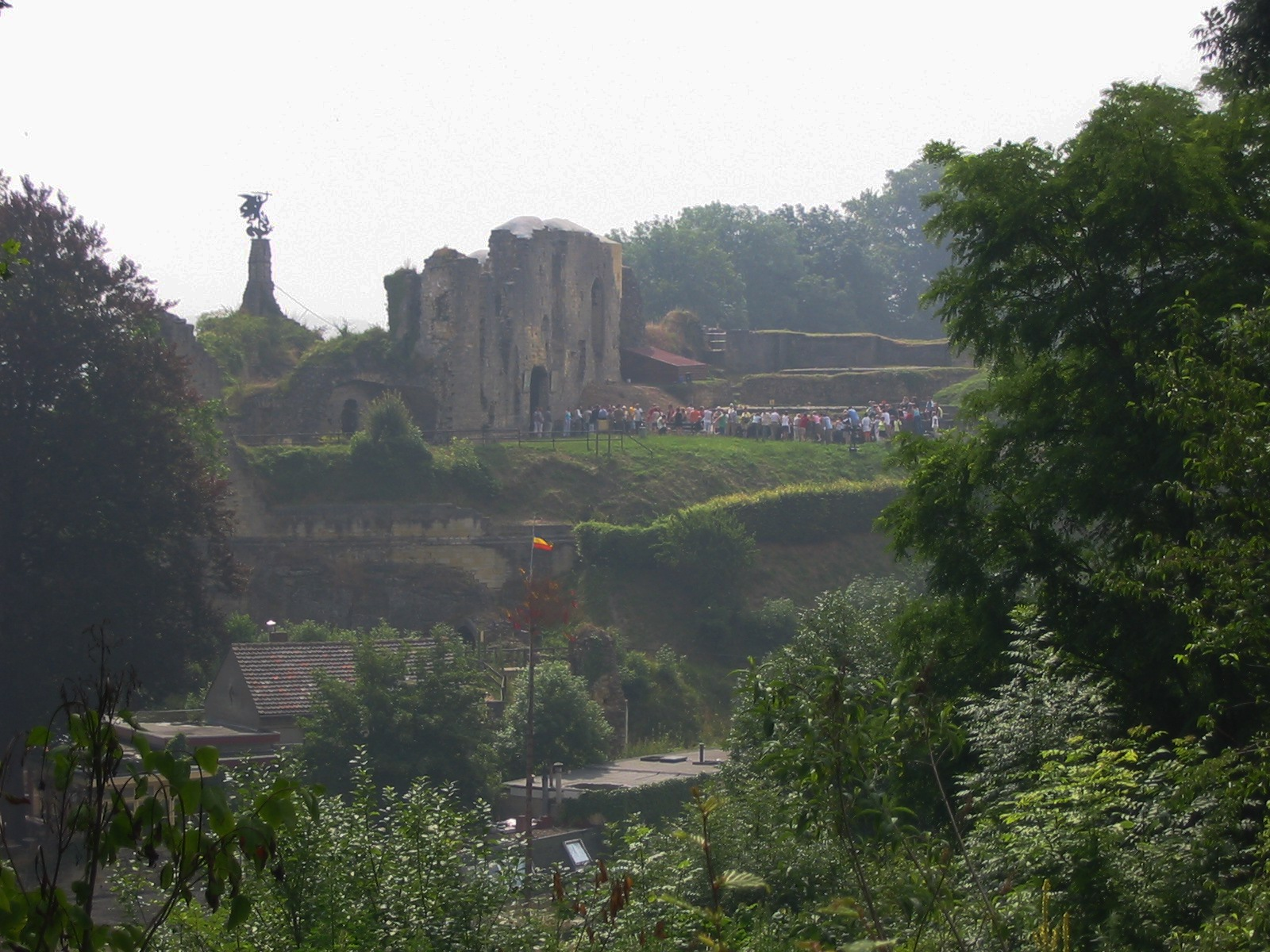
Lâu đài Valkenburg aan de Geul

Valkenburg là một khu vực du lịch, có nhiều tuyến điểm du lịch ở đô thị này:
- Sòng bạc Holland Valekenburg,
- Steenkolenmijn,
- the Giáo đường Sint-Gerlachus ở Houthem Sint-Gerlach.

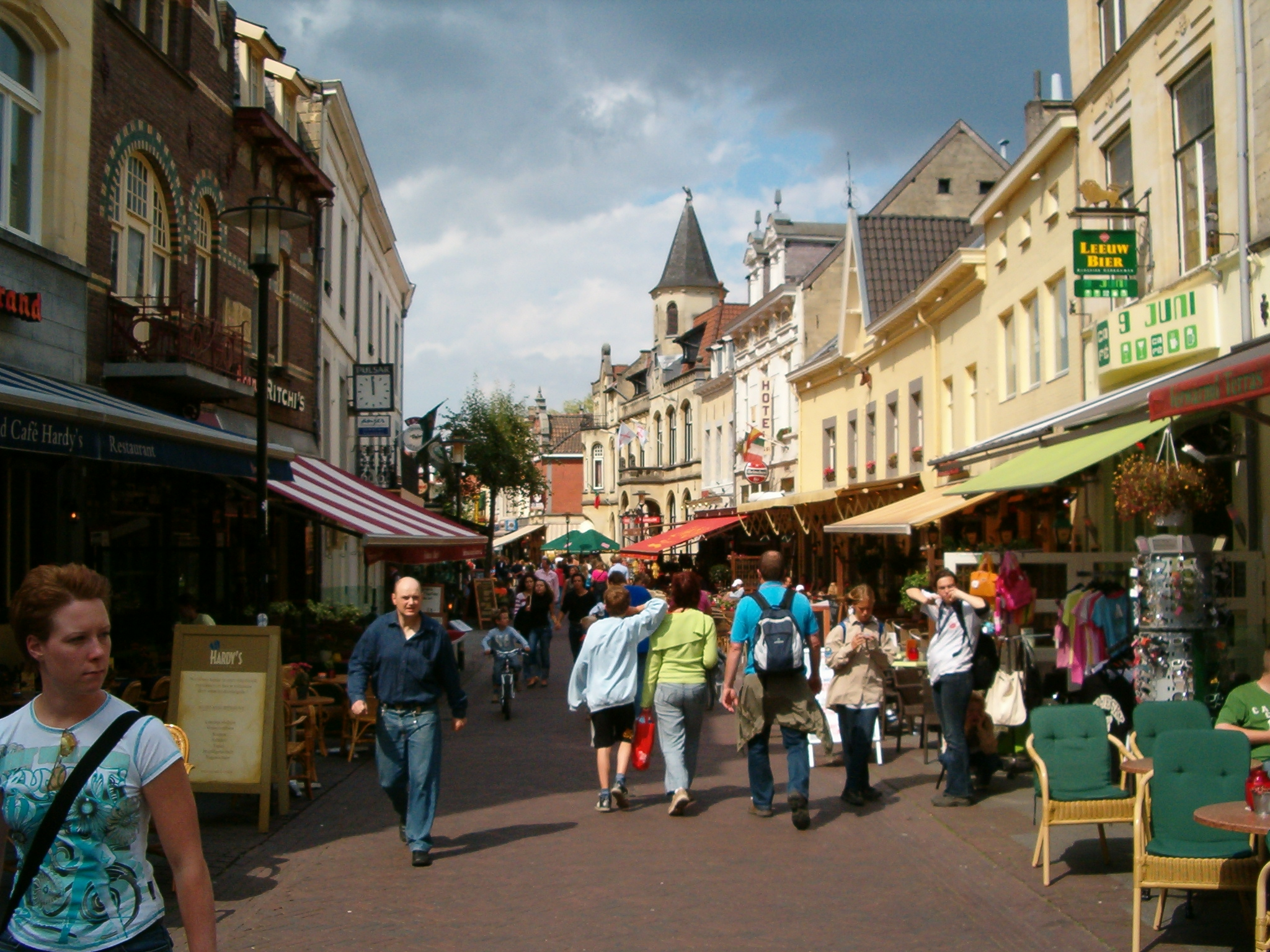
Grotestraat

Valkenburg có nhà ga xe lửa cổ nhất vẫn còn tồn tại ở Hà Lan.

## Các trung tâm dân cư
Berg en Terblijt, Geulhem, Houthem, IJzeren, Oud-Valkenburg, Schin op Geul, Sibbe, Valkenburg, Vilt, Walem.

## Nhân vật địa phương nổi bật
- Camiel Eurlings (1973) – chính trị gia
- Marjon Lambriks (1949) - Soprano
- Marc Lotz (1973) – cu rơ